# Кольцо (топология компьютерной сети)
Кольцо́ —  топология, в которой каждый компьютер соединён линиями связи только с двумя другими: от одного он только получает информацию, а другому только передаёт. На каждой линии связи, как и в случае звезды, работает только один передатчик и один приёмник. Это позволяет отказаться от применения внешних терминаторов.
Работа в сети кольца заключается в том, что каждый компьютер ретранслирует (возобновляет) сигнал, то есть выступает в роли повторителя, потому затухание сигнала во всём кольце не имеет никакого значения, важно только затухание между соседними компьютерами кольца. Чётко выделенного центра в этом случае нет, все компьютеры могут быть одинаковыми. Однако достаточно часто в кольце выделяется специальный абонент, который управляет обменом или контролирует обмен. Понятно, что наличие такого управляющего абонента снижает надёжность сети, потому что выход его из строя сразу же парализует весь обмен.
Компьютеры в кольце не являются полностью равноправными (в отличие, например, от шинной топологии). Одни из них обязательно получают информацию от компьютера, который ведёт передачу в этот момент, раньше, а другие — позже. Именно на этой особенности топологии и строятся методы управления обменом по сети, специально рассчитанные на «кольцо». В этих методах право на следующую передачу (или, как ещё говорят, на захват сети) переходит последовательно к следующему по кругу компьютеру.
Подключение новых абонентов в «кольцо» обычно совсем безболезненно, хотя и требует обязательной остановки работы всей сети на время подключения. Как и в случае топологии «шина», максимальное количество абонентов в кольце может быть достаточно большое (1000 и больше). Кольцевая топология обычно является самой стойкой к перегрузкам, она обеспечивает уверенную работу с самыми большими потоками переданной по сети информации, потому что в ней, как правило, нет конфликтов (в отличие от шины), а также отсутствует центральный абонент (в отличие от звезды).
В кольце, в отличие от других топологий (звезда, шина), не используется конкурентный метод посылки данных, компьютер в сети получает данные от стоящего предыдущим в списке адресатов и перенаправляет их далее, если они адресованы не ему. Список адресатов генерируется компьютером, являющимся генератором маркера. Сетевой модуль генерирует маркерный сигнал (обычно порядка 2—10 байт во избежание затухания) и передаёт его следующей системе (иногда по возрастанию MAC-адреса). Следующая система, приняв сигнал, не анализирует его, а просто передаёт дальше. Это так называемый нулевой цикл.
Последующий алгоритм работы таков — пакет данных GR, передаваемый отправителем адресату, начинает следовать по пути, проложенному маркером. Пакет передаётся до тех пор, пока не доберётся до получателя.

## Сравнение с другими топологиями

### Достоинства
- Простота установки;
- Практически полное отсутствие дополнительного оборудования;
- Возможность устойчивой работы без существенного падения скорости передачи данных при интенсивной загрузке сети, поскольку использование маркера исключает возможность возникновения коллизий.

### Недостатки
- Выход из строя одной рабочей станции и другие неполадки отражаются на работоспособности всей сети;
- Сложность конфигурирования и настройки;
- Сложность поиска неисправностей;
- Необходимость иметь две сетевые платы на каждой рабочей станции;
- Добавление/удаление станции требует временной остановки работы сети.

## Применение
Наиболее широкое применение получила в волоконно-оптических сетях. Используется в стандартах FDDI, Token ring.